# گنسرندورف
گنسرندورف (به آلمانی: Gänserndorf) یک شهر و شهرک با حقوق شهرک و روستای سابق در اتریش است که در ناحیه گنزرندورف واقع شده‌است. گنسرندورف ۳۰٫۵۶ کیلومتر مربع مساحت دارد ۱۶۷ متر بالاتر از سطح دریا واقع شده‌است.